# Diaperoecia
Diaperoecia is een geslacht van mosdiertjes uit de familie van de Diaperoeciidae en de orde Cyclostomatida. De wetenschappelijke naam ervan werd in 1918 voor het eerst geldig gepubliceerd door Canu.

## Soorten
- Diaperoecia claviformis Osburn, 1953
- Diaperoecia cristata (MacGillivray, 1887)
- Diaperoecia depressa (O'Donoghue & O'Donoghue, 1923)
- Diaperoecia flabellata Canu & Bassler, 1923
- Diaperoecia intermedia (O'Donoghue & O'Donoghue, 1923)
- Diaperoecia intricaria (Busk, 1875)
- Diaperoecia macroecia Lu, Nie & Zhong, 1988
- Diaperoecia marcusi Buge, 1979
- Diaperoecia purpurascens (Hutton, 1873)
- Diaperoecia rosea Canu & Bassler, 1929
- Diaperoecia striata (O'Donoghue & O'Donoghue, 1923)
- Diaperoecia transversalis Canu & Bassler, 1929
- Diaperoecia vancouverensis (O'Donoghue & O'Donoghue, 1923)

Niet geaccepteerde soorten:
- Diaperoecia arcuata Harmelin, 1976 → Annectocyma arcuata (Harmelin, 1976)
- Diaperoecia californica → Diaperoforma californica (d'Orbigny, 1853)
- Diaperoecia capitata (Robertson, 1900) → Entalophoroecia capitata (Robertson, 1900)
- Diaperoecia floridiana Osburn, 1940 → Nevianipora floridana (Osburn, 1940)
- Diaperoecia harmeri Osburn, 1933 → Entalophoroecia harmeri (Osburn, 1933)
- Diaperoecia johnstoni (Heller, 1867)  → Entalophoroecia deflexa (Couch, 1842)
- Diaperoecia major (Johnston, 1847) → Annectocyma major (Johnston, 1847)
- Diaperoecia radicata (Kirkpatrick, 1888) → Diaperoforma radicata (Kirkpatrick, 1888)
- Diaperoecia sinensis Lu, Nie & Zhong, 1988 → Platonea sinensis (Lu, Nie & Zhong, 1988)
- Diaperoecia subpapyracea Canu & Bassler, 1930 → Plagioecia subpapyracea (Canu & Bassler, 1930)